# Międzychód, Tỉnh Warmian-Masurian
Miedzychod [mjɛnˈd͡zɨxut] (Đức Mitteldorf) là một ngôi làng ở quận hành chính của Gmina Zalewo, trong Ilawa County, WARMIŃSKO-MAZURSKIE, nằm ở miền bắc Ba Lan.